# آنیتا سوکووفسکا
آنیتا سوکووفسکا (لهستانی: Anita Sokołowska؛ زادهٔ ۲۵ ژانویهٔ ۱۹۷۶) بازیگر تئاتر، سینما و تلویزیون اهل لهستان است.
وی برای بازی در مونودرام «کومورنیسکا. زندگینامه‌ای ظاهری» که در سال ۲۰۱۲ با همکاری کارگردان بارتک فرونچکویاک ساخته شد، مورد تحسین منتقدان تئاتر قرار گرفت. از جمله، در رده‌بندی «بهترین‌های فصل ۲۰۱۱/۲۰۱۲» مجله «تئاتر»، شش بار در بخش «بهترین بازیگر زن» مورد تقدیر قرار گرفت و همچنین در جشنواره اجرای نمایشنامه‌های معاصر لهستانی نیز موفق به دریافت جایزه‌ای ویژه شد. در همان سال، از سوی مجله «تئاتر» برای دریافت جایزه الکساندر زلوه‌روویچ نامزد شد، و در سال ۲۰۱۳ نیز برای عنوان «شخصیت سال شهر بیدگوشچ در سال ۲۰۱۲» نامزد گردید. برای نقش‌آفرینی در نمایش باغ آلبالو نوشته آنتون چخوف و کارگردانی پاوئو ویساک، در جمع‌بندی هنری سال ۲۰۱۳ مورد تقدیر قرار گرفت. نقش او در نمایش گتسبی بزرگ به کارگردانی میخاو زادارا نیز با واکنش مثبت منتقدان همراه بود. در سال ۲۰۱۵، ایزابلا ونتسکا را در نمایش «عروسک، بهترین‌ها پیش روی ما» به کارگردانی ووچیخ فاروگا بازی کرد که اولین اجرای آن در تئاتر پُفسزنی زیمونت هوپ‌نر در ورشو برگزار شد. در سال ۲۰۱۷، در همراهی با بخشی از گروه تئاتر، به نشانه همبستگی با مدیر تئاتر، از تئاتر لهستانی بیدگوشچ کناره‌گیری کرد.
از فیلم‌ها یا مجموعه‌های تلویزیونی که وی در آن‌ها نقش داشته است، می‌توان به فوریوزا، تستوسترون، در خوشی و سختی، سال‌های شیرین، مأموریت افغانستان، قانون حقیقی، هتل ۵۲ و دوستان اشاره نمود.